# 创作彼女的恋爱公式
《创作彼女的恋爱公式》是2021年11月26日发售的18禁恋爱冒险游戏，由成人游戏品牌Aino+Links制作。剧本、原画分别由工藤启介、有叶创作。
本作故事舞台是培养创作者的学园。故事主要内容为，身为创作者的主人公与女主角一边加深关系，一边克服有关创作的障碍。
2021年美少女游戏销量排行中，本作位列第12名。2021年美少女游戏人气投票中，根据“Getchu.com”、《BugBug》统计，本作在综合部门和剧本部门最高获选第1名。“萌系游戏大赏”中，本作获得大赏、剧本赏、最佳角色赏、新品牌赏、名台词赏奖项。

## 游戏系统
《創作彼女的戀愛公式》為恋爱冒险游戏，玩家需要不断阅读以主人公為第一身視角的文字描寫，聆聽遊戲發出的聲音，以了解故事內容。該些文字由叙述文字和对话文字组成，並會跟人物拼合圖和背景一同出現。随着游戏推进，玩家可看到電腦圖形。本作包含電腦圖形和背景音乐回放功能，游戏通关1次以上即可使用。
根据玩家选择的选项不同，本作故事会朝不同结局发展。随着进度推进，游戏会在特定时间点中断并显示选项。玩家选择的选项将改变故事发展方向（下称路线），将故事导向某一特定结局。本作故事主要有4条路线，每个故事围绕1名少女展开。要阅读所有故事，玩家需不斷載入選項頁面，选择不同选项，进入不同的路线。

## 剧情
本作的主人公镜寿季（／）是同人游戏剧本写手和轻小说作家，被写手COLORLESS的剧本打垮，陷入创作低谷。为摆脱低谷期，寿季升入设有小说科、CG和插画科、声优科等学科的学园学习，想接受同年代创作者的刺激。寿季遇见4名女主角，通过创作活动和她们加深关系。慢慢地，寿季和1名女主角成为恋人，并与女主角克服有关创作的障碍。作中描写寿季从入学到毕业的3年时光。

### 登场人物
本作有4名女主角登场。彩濑逢樱（／）是寿季的青梅竹马，著名少女小说家。向周围隐瞒患有难治之症，已被告知剩余寿命。喜欢大团圆结局，因对寿季的初恋没有成功，加上身患难病，只能写出坏结局。月见坂桐叶（／）是清纯派女性声优，寿季是她的粉丝。身为著名旅馆的经营者之女，桐叶曾经受过严格管教。凪间梦未（／）是寿季的表妹，插画家。因受欺凌变得不相信他人，拒绝去学校，故事开始时正在家里蹲。雪妃艾琳娜（／）是寿季的少女前辈，就读小说科，出于爱好创作官能小说。真实身份是以COLORLESS为笔名活动的天才剧本写手。
另外，还有7名配角登场。狮堂悠真（／）、狮堂紫音（／）是就读小说科的双胞胎兄妹，寿季的同班同学。羽衣石姬子（／）是小说科教师，自己也是写手。凪间千奈美（／）是寿季的表姐，梦未的姐姐。花咲芽衣（／）从事桐叶的经纪工作。雪妃艾莉卡（／）是艾琳娜的姐姐，担任美少女游戏制造商社长。雨星结菜（／）是寿季的后辈少女，梦未的朋友。

### 共通路线
Episode 1 《只要我们继续写故事，就一定能保持联系》
寿季升入学园学习，与逢樱重逢，又遇见桐叶、梦未、艾琳娜。学园生活期间，逢樱找寿季想谈论自己的下一部作品，寿季同意。寿季从艾琳娜处得到有关摆脱低谷期的建议，获告知必须就对逢樱的初恋感情做了断，否则无法前进。寿季与逢樱见面，互相吐露过去的初恋感情，重新开始朋友关系。
Episode 2 《我对你，很感兴趣》
桐叶向寿季告白，说希望成为恋人。成为恋人后，桐叶告诉寿季，自己的出演作品演技未获原作者姬子认可。寿季和桐叶为改善演技，开始讨论作品解释。在寿季帮助下，桐叶慢慢领悟到作品的正确解释，但姬子依然不认可演技。寿季指出演技完美，但缺少桐叶自身的风格，桐叶继续改善演技。寿季看到演技后，发现自己喜欢桐叶。
Episode 3 《但是那个时候，我觉得“真好啊”》
寿季迎来与桐叶的假恋人关系解除日，重新向她告白，告知想成为真正的恋人被拒。时间流逝，寿季升上2年级。寿季的后辈结菜进入学园学习，结菜同时是梦未的网上朋友。梦未在结菜影响下克服家里蹲，晚于其他人入学学园。
Episode 4 《我会一直等待着你创作的故事的》
艾琳娜邀请寿季上床，想作为官能小说写作参考，寿季拒绝，两人决定先从恋人关系开始。寿季之后得知艾琳娜就是COLORLESS。一段时间后，艾琳娜的姐姐艾莉卡造访学园，宣布以竞赛形式从各科选拔制作人员制作美少女游戏，由自己公司销售。发售日为2年后的4月，主题为恋爱作品。宣布后，寿季忆起初心，即不与他人比较，而是写自己想写的东西，摆脱长达2年的低谷期。小说科竞赛举行，寿季和逢樱两人获选最优秀赏。逢樱向成功复活的寿季询问创作的决心。看见寿季的英姿后，艾琳娜发现自己喜欢他。
Episode 5 《我都忘记了，我曾经是那样地喜欢》
艾琳娜将寿季叫出去，表示“想做个了断”，要求解除恋人关系。寿季重新受到艾琳娜迂回式告白却未察觉，伤到艾琳娜。寿季和逢樱尽管时有冲突，还是共同制作并完善好企划。完成的企划（标题《Adolescence Syndrome》，即“青春症候群”，简称“AS”）受相关方认可，AS监制定为艾琳娜。CG和插画科的竞赛也取得进展，AS主原画选定梦未，副原画选定结菜。寿季安慰输给梦未的结菜。
Episode 6 《你真的是很喜欢我啊》
寿季被桐叶强行带到桐叶的旅馆老家。桐叶不想继承旅馆，想继续当声优，于是将寿季包装成结婚对象，向父母谎称将来要嫁入寿季家。谈话发生争执，寿季和桐叶继续说服桐叶父母。母亲坦承，对从事不合心意的演艺行业，搞到活动时表情都是假扮的桐叶感到担心。母亲问桐叶从事声优工作是否快乐，获肯定答复后认可声优活动。
Episode 7 《写不出东西的我，还有价值吗》
艾琳娜因喜欢上寿季陷入创作低谷。寿季逐渐察觉到艾琳娜低谷期的原因。AS声优竞赛举行，桐叶凭借压倒性实力定为所有女主角的声优。第二学期结束，进入寒假，寿季邀请艾琳娜在平安夜约会。寿季促使艾琳娜说出低谷期原因。艾琳娜鼓起勇气向寿季告白，寿季拒绝艾琳娜。艾琳娜表示不会放弃，之后摆脱低谷期。
Episode 8 《如果停下来的话，就似乎什么都结束了一样》
AS制作人员继续创作。逢樱与父母吵架，离家出走。父母曾对她说，希望她不要继续为当创作者燃烧生命。一段时间后，逢樱告诉寿季，2年级结束后将出国留学。寿季纠结是否应挽留，最后决定支持选择。逢樱出发当天，寿季去最近车站送行，两人互相约定继续当创作者。离别之际，逢樱亲吻寿季，说出告别之语。

### 彩濑逢樱路线
Aisa Episode the first 《我最喜欢的还是Happy End啊》
时间来到寿季升上3年级的4月。寿季在偶然造访的医院再遇逢樱，得知逢樱身患难病，身体会慢慢无法动弹，已经活不过今年。这天之后，寿季开始去逢樱处探病。寿季不久后向逢樱告白，逢樱承认喜欢寿季，但拒绝交往。逢樱认为就算交往，最后也只会是坏结局。寿季誓言要让逢樱幸福，经过说服，两人开始交往。逢樱在交往中感受到幸福，表示原来一直写不出大团圆结局故事，现在可能可以写出来，想把AS剧本由悲恋主题改为大团圆结局。期间，逢樱病情发作，失去意识。
Aisa Episode the second 《我不需要什么奇迹》
逢樱的父母告诉寿季，有一种成功率非常低的手术可能可以治好病，希望他能说服逢樱接受手术。逢樱想在死之前作为创作者活着，不想接受失败可能直接丧命的手术。寿季和逢樱经讨论，决定写完AS剧本后接受手术。逢樱继续写作，直至最后连手都无法动弹。寿季边听逢樱口述边书写，完成AS剧本。画面转到AS发售后。寿季曾和逢樱讨论如果有孩子想取什么名字，他以讨论结果“樱季（／）”为笔名，作为创作者重新出发。身为创作者的寿季阔步前行，逢樱路线结束。
逢樱 BAD END AFTER
逢樱接受的手术奇迹般成功，身体恢复。曾将AS写作视为人生终点的逢樱失去创作欲望，逢樱称之为奇迹的代价。寿季想方设法找回逢樱的创作欲望未能成功，希望有朝一日身为创作者的逢樱重回于世。

### 月见坂桐叶路线
Kiriha Episode the first 《你给我好好看着，这就是我处理事情的方式》
桐叶为了将来，一直争取能和声优业界有实力的制作人结婚。终于等到制作人询问订婚事宜，桐叶脑海里却浮现出寿季的脸庞，拒绝求婚。之后，桐叶撞见寿季，向寿季发泄做出愚蠢选择的怒火。寿季表明会努力成为和桐叶般配的男性，请求和她交往，获得同意。之后，偷拍两人约会时候的照片传到社交网络上，引发轩然大波。桐叶承认男友存在后，愤怒的粉丝冲到学园，用菜刀刺向寿季。
Kiriha Episode the second 《这就是你心中理想的我，对吗》
寿季保住性命，桐叶则因冲击患上失声症，暂停工作和学业。随着时间流逝，桐叶担心自己会就这样从业界消失。最后，寿季计划向桐叶展示她会觉得想演的剧本，治疗失声症。寿季将写好的剧本给桐叶看，桐叶发出声音，笑了起来。剧本包含寿季理想中的桐叶形象，桐叶说不想让别人来演这个角色。1年后，桐叶以声优身份获颁助演女优赏，在颁奖典礼上致感谢词，桐叶路线结束。
桐叶 日后小故事
时间来到桐叶恢复声音一个月后。桐叶开始AS收录工作，全面重回声优行业。

### 凪间梦未路线
Yumemi Episode the first 《对不起……我已经无法控制自己了》
寿季升上3年级。因与逢樱离别，寿季写作停滞。面对支撑自己的梦未，寿季发现自己喜欢她。梦未也发现自己喜欢寿季，开始对寿季表现疏离。梦未突然亲吻寿季后，两人拉近距离，最终成为恋人。
Yumemi Episode the second 《我可不想要一个 除了温柔之外就没有其他优点的普通男主角喔》
梦未负责的主原画进度出现延迟。梦未最初是为逃避现实而绘画，现在有了朋友、恋人，也克服家里蹲，因此失去绘画动机。梦未与寿季共同寻找新的绘画动机。之后，为激励想不开的梦未，寿季说不画画的梦未没有价值。梦未决定为留在寿季身边而绘画。时间流逝，梦未摆脱低谷期，和成为大学生的寿季共同创作。梦未反击说自己喜欢创作者身份的寿季，梦未路线结束。
梦未 日后小故事
时间来到寿季从学园毕业2个月后。梦未忙于工作和同人活动，开始想从学园退学。在升入大学的寿季与桐叶等影响下，梦未决定要升学，继续学园生活。

### 雪妃艾琳娜路线
Erena Episode the first 《请一直把我当作普通的女孩子看待好吗》
寿季升上3年级。通过AS创作活动，寿季渐渐受到艾琳娜吸引。寿季找桐叶谈论此事，听完她的意见，寿季发现自己喜欢艾琳娜。不久，寿季和艾琳娜开始交往。桐叶看见喜欢艾琳娜的寿季，终于后知后觉，明白了自己的恋爱感情。之后，AS由逢樱负责的部分交由艾琳娜撰写，寿季读了她的剧本，感觉少点什么。这是因为艾琳娜再现逢樱的情节设计时过于忠实，削弱了自身的风格。艾琳娜收到意见后重写剧本。寿季读完后赞叹不已，又觉得自己的剧本逊色。寿季告知相关方自己也想重写剧本，请求许可。
Erena Episode the second 《我会一直在你的前方……等着你》
寿季重写多次，还是写不出能匹敌艾琳娜的剧本，最后搞到身体抱恙。寿季不惜代价也要进行创作活动，艾琳娜却不用努力也被叫做天才，这样的两人开始产生距离。艾莉卡看不下去，分别教导寿季和艾琳娜。她对寿季说，艾琳娜讨厌被当成天才对待，希望做普通女孩；对艾琳娜则说，寿季是个不折不扣的创作者，如果艾琳娜不是天才，估计也不会对她有兴趣。艾琳娜宣布，为继续成为寿季的目标，将继续做天才。AS发售后，寿季和艾琳娜的剧本人气度公布，支持率分别为3成、7成。寿季誓言总有一天要赶上艾琳娜，艾琳娜路线结束。
艾琳娜 日后小故事
时间来到寿季从学园毕业8个月后。AS受到好评，准备制作派生作品。寿季参加派生作品制作，争取赶上艾琳娜。

## 制作

### 制作人员、配音
| 角色名     | 声优名 |
| ---------- | ------ |
| 彩濑逢樱   |        |
| 月见坂桐叶 |        |
| 凪间梦未   |        |
| 雪妃艾琳娜 |        |
| 狮堂紫音   |        |
| 狮堂悠真   |        |
| 雨星结菜   |        |
| 羽衣石姬子 |        |
| 凪间千奈美 |        |
| 花咲芽衣   |        |
| 雪妃艾莉卡 |        |

《创作彼女的恋爱公式》由成人游戏品牌Aino+Links制作。制作人、监制、企划、剧本由工藤启介担任，艺术总监由担任。登场人物设计由有叶负责，原画、SD原画分别由有叶、绘制。背景画由、mijyowaki绘制。配音见“出演”表。音乐相关制作人员见音乐章节。

### 企划、新品牌设立
工藤企划本作前，曾在株式会社Greenwood旗下成人游戏品牌Campus担任“四季的谎言系列”的企划、监制、剧本写手。期间想要描写麻烦却又可爱的女主角，于是企划本作。企划开始几个月后，2019年3月31日，株式会社Greenwood解散。Campus品牌连制作团队与企划一起由有限会社AKABEiSOFT2继承。
到新公司后，工藤原本想用已有品牌推出本作，后来收到志水建议，称从作品方向来看，最好重新确立品牌形象，于是设立新的成人游戏品牌Aino+Links。Aino+Links的品牌形象有两大主轴，分别是“有人情味、惹人共鸣的女主角”和“会在不经意间想起来的、留在内心的剧情”。工藤表示，想要制作不管是追求角色萌，还是戏剧性剧情的玩家都能接受的作品。

### 主题、理念
本作企划开始时，目标是描写麻烦却又可爱的女主角，后来决定以创作活动为主题。制作方认为，进行创作活动的创作者可能会拥有不为常人所理解的执着、感觉与想法，因此可以透過這一設定達到目的。工藤称，本作的理念是制作留在玩家内心的作品，並在本作制作过程中一直以此為目標編寫劇本。工藤表示，随着企划推进，作品与当初构想内容渐行渐远，甚至已想不起早期阶段构思，但最初定下的理念一直没有改变。

### 角色设计
有叶参加角色设计前，有朋友向她介绍本作企划，当时已有情节大纲、女主角设计草案、主视觉图等的构成雏形，已可看见企划完成的大致过程，有叶对此感兴趣而参加。有叶称，本作制作初期已有大量坚实的世界观和设计形象资料，这与此前制作的作品不同。主人公和女主角由艺术总监志水绘制基础设计，有叶在此基础上添加细节，用自己的画风完成设计。据有叶介绍，主人公和女主角设计过程如下。
镜寿季设计为普通主人公，没什么大的特点，也不讨人厌。彩濑逢樱在女主角中处于主要地位，有叶获指示要设计得华丽而有魅力。在此指示下，为让剪影显得有趣，她的前发附近设有一些不规则的头发。同时，设计时追求非御宅族普通女孩形象，眼睛大而水灵灵，表情丰富。月见坂桐叶常画在逢樱旁边，设计上也注意与她形成对比。有叶称，希望玩家能由表情感受到女主角桐叶的表现幅度。凪间梦未的设计始于其身上穿戴的服饰品牌，是设计方面最有玩耍空间的角色。雪妃艾琳娜形象神秘，表情缺乏变化，为显得有魅力，设计时曾多次试错。女主角之中，她的发型耗费了众多方案才敲定。在习惯画平静表情之前，有叶曾多次把她的眼睛画得太大而遭修正。

### 音乐
本作音乐由樋口秀树、柳英一朗、西坂恭介、折仓俊则制作。本作演出上会播放背景音乐，这些音乐全部以钢琴为主体编排制作，制作方想以此营造清爽、青春的氛围。本作播放的歌曲，曲名、制作人员如下表所示。
| 曲序 | 曲目                                |      | 作曲     | 编曲     | 歌唱                       |
| ---- | ----------------------------------- | ---- | -------- | -------- | -------------------------- |
| 1.   | （片头曲）                          |      | 折仓俊则 | 折仓俊则 | 佐咲纱花                   |
| 2.   | Re:Create（各话片尾曲）             | joru | 西坂恭介 | 西坂恭介 | 新海雅代                   |
| 3.   | All my treasure love days（片尾曲） |      | 折仓俊则 | 折仓俊则 | 柊木环希                   |
| 4.   | （总片尾曲）                        | joru | NAMBO    | NAMBO    | Ayumi. (Astilebe×arendsii) |

## 反响

### 销售
发售月（2021年11月）销量排行中，根据《BugBug》、“Getchu.com”、《Megastore》统计，《创作彼女的恋爱公式》全部获得第1名。次月（2021年12月）销量排行中，根据“Getchu.com”、《Megastore》统计，本作分别位列第17名、第18名，《BugBug》统计下未进入排行。2021年美少女游戏全年销量排行中，根据“Getchu.com”统计，本作获得第12名。上述排行没有公布具体销量数字。

### 人气投票
| 部门名 | Getchu.com  | 萌系游戏大赏 | BugBug      |
| ------ | ----------- | ------------ | ----------- |
| 综合   | 1位/20位    | 1位/1位      | 2位/20位    |
| 剧本   | 2位/10位    | 1位/1位      | 1位/10位    |
| 作画   | 4位/10位    | 未上榜/1位   | 无此部门    |
| 音乐   | 2位/10位    | 未上榜/1位   | 未上榜/10位 |
| 系统   | 未上榜/10位 | 无此部门     | 未上榜/10位 |
| 声音   | 无此部门    | 无此部门     | 3位/10位    |
| 影片   | 1位/10位    | 未上榜/1位   | 无此部门    |
| H      | 未上榜/10位 | 未上榜/1位   | 6位/20位    |

根据“Getchu.com”统计，本作在面向发售月（2021年11月）推出的美少女游戏人气投票中获选第1名。2022年，“Getchu.com”、“萌系游戏大赏”、《BugBug》分别面向2021年发售的美少女游戏举办人气投票。除角色部门外，结果见“2021年发售的美少女游戏人气投票”表。
角色部门，彩濑逢樱在“Getchu.com”、《BugBug》分别获选第1名、第2名，月见坂桐叶在“萌系游戏大赏”、“Getchu.com”分别获选第1名、第3名。
“萌系游戏大赏”中，本作不仅获得大赏、剧本赏、最佳角色赏，还获得新品牌赏、名台词赏奖项。另获提名纯爱系作品赏、作画赏，不过没有获奖。获得名台词赏的台词如下。
— 《创作彼女的恋爱公式》，Episode 8 《如果停下来的话，就似乎什么都结束了一样》

### 评论、讲评
以下介绍《BugBug》2022年2月号上DIE对本作的评论，“萌系游戏.net”（萌えゲー.net）上Kitanoarata（キタノアラタ）的评论，以及《BugBug》2022年4月号人气投票企划中的编辑部讲评。

#### 创作活动描写
作中描写了创作者特有的事情和烦恼。Kitanoarata称，主人公和女主角所抱持的创作者热情和烦恼，经艺术变形后仍然有真实感。当中，DIE面对主人公的创作优先主义，感叹道竟能对创作执着到如此地步，认为这让创作方面的纠结显得有说服力。DIE引用Episode 4末尾的下述台词，称之为如实表现本作的名场景。
— 《创作彼女的恋爱公式》，Episode 4 《我会一直等待着你创作的故事的》

#### 恋爱描写与败北女主角
关于恋爱描写，Kitanoarata指出故事有起有伏，进展迅速，没有冗长场景，阅读时可以沉浸其中。进入各路线后会出现未被主人公选中的女主角，Kitanoarata久违地感到不想查看自己喜欢的女主角的失恋描写，甚至想因此放弃游玩其他路线。DIE称，桐叶失恋时的“败北女主角”形象特别出彩，并引用艾琳娜路线中的桐叶下述台词评论。
— 《创作彼女的恋爱公式》，Erena Episode the first 《请一直把我当作普通的女孩子看待好吗》

#### 角色
关于各女主角，DIE评价如下。
- 彩濑逢樱：因青梅竹马身份而对寿季与其他女主角的关系在感情上产生微妙动摇，显得可爱。
- 月见坂桐叶：DIE称之为最能打动他个人内心的女主角，认为随着故事推进，她高傲的态度间可窥见对寿季的感情，不时脸红、找借口的样子显得可爱。又表示立绘表情不停变化也值得好评。
- 凪间梦未：将主人公当成哥哥一样仰慕、缠着，显得可爱。
- 雪妃艾琳娜：她贫乏的感情逐渐变得丰富，过程显得可爱。

《BugBug》编辑部称，女主角逢樱凭借率直的性格与剧情中期后的发展，抓住了众多玩家的心。

#### 插画
DIE评价，本作插画之美夺人眼球、令人屏息，同时称有叶描绘的身体可谓性感。Kitanoarata评价，插画实在美丽，仅凭一张插画就能尽显角色心情、情景、气氛，抓住玩家的心。《BugBug》编辑部称，有叶笔下的原画与涂色质量上乘，人气投票中有很多声音给予性感度好评。

#### 总评
DIE总评道，本作对话节奏良好，情景描写易于理解，世界观不存在坏人，插画美丽，是一部看点众多的作品。Kitanoarata评价，本作戏剧完成度远超预期，恋爱描写出色，登场人物对创作的感情使玩家受到强烈动摇。《BugBug》编辑部称，有叶笔下栩栩如生的角色和工藤对人际关系的描写给人强烈冲击，绘图和剧情方面均受好评，在各部门获得众多票数。

## 脚注

### 出处
1. 1 2 3 4
2. 1 2 3 4 5 6 7 8 9 10 11  . Aino+Links.   [2022-11-29]. （原始内容存档于2023-03-29）.
3. 1 2 3 4 5 6 7
4. 1 2 3 4 5 6
5. 1 2 3
6. 1 2 3 4 5 6 7 8 9 10 11
7. 1 2
8. ↑  @ainolinks.  (推文). 2022-10-14  [2022-11-29] –Twitter.
9. ↑  . Campus.   [2022-11-29]. （原始内容存档于2022-12-20）.
10. 1 2 3  .   [2022-11-29]. （原始内容存档于2019-03-30）.
11. 1 2 3 4 5 6 7 8 9 10 11 12 13
12. ↑  .   [2022-11-29]. （原始内容存档于2019-09-19）.
13. 1 2 3  . .   [2022-11-29]. （原始内容存档于2022-05-29）.
14. ↑  @ainolinks.  (推文). 2021-12-14  [2022-11-29] –Twitter.
15. 1 2
16. 1 2  . Getchu.com.   [2022-11-29].
17. 1 2
18. 1 2  . Getchu.com.   [2022-11-29].
19. 1 2
20. 1 2
21. 1 2  . Getchu.com.   [2022-11-29].
22. ↑  . Getchu.com.   [2022-11-29]. （原始内容存档于2023-07-28）.
23. 1 2 3 4 5 6 7  . .   [2022-11-29]. （原始内容存档于2023-02-02）.
24. ↑  . Getchu.com.   [2022-11-29]. （原始内容存档于2023-07-28）.
25. ↑  . Getchu.com.   [2022-11-29]. （原始内容存档于2022-09-21）.
26. ↑  . Getchu.com.   [2022-11-29]. （原始内容存档于2023-07-28）.
27. ↑  . Getchu.com.   [2022-11-29].
28. ↑  . Getchu.com.   [2022-11-29]. （原始内容存档于2022-09-22）.
29. ↑  . Getchu.com.   [2022-11-29]. （原始内容存档于2022-09-21）.
30. ↑  . Getchu.com.   [2022-11-29]. （原始内容存档于2022-09-26）.
31. ↑  . .   [2022-11-29]. （原始内容存档于2022-12-08）.
32. 1 2  . Getchu.com.   [2022-11-29]. （原始内容存档于2022-09-22）.
33. ↑  . .   [2022-12-18]. （原始内容存档于2022-12-08）.
34. ↑  . .   [2022-11-29]. （原始内容存档于2022-12-08）.
35. 1 2 3 4 5  . .   [2022-11-29]. （原始内容存档于2022-10-30）.
36. 1 2 3 4 5

### 游戏
- Aino+Links.  . v. 1.01. . 2021-11-26.

### 杂志文章
- . BugBug (). 2021-9: 130–131.
- . BugBug (). 2021-12: 56–59.
- .  (). 2021-12: 24–27.
- .  (). 2022-2: 30.
- .  (). 2022-3: 38.
- . BugBug (). 2022-2, 31 (2): 22.
- . BugBug (). 2022-2, 31 (2): 138.
- . BugBug (). 2022-3, 31 (3): 24.
- . BugBug (). 2022-4, 31 (4): 122–131.

### 网站
- . Aino+Links.   [2022-11-29]. （原始内容存档于2023-03-29）.